# (7634) Shizutani-Kou
(7634) Shizutani-Kou est un astéroïde de la ceinture principale.

## Description
(7634) Shizutani-Kou est un astéroïde de la ceinture principale. Il fut découvert le 14 novembre 1982 à Kiso par Hiroki Kosai et Kiichiro Hurukawa. Il présente une orbite caractérisée par un demi-grand axe de 3,18 UA, une excentricité de 0,20 et une inclinaison de 2,6° par rapport à l'écliptique.

## Compléments